# Bernhard Riedel
Bernhard Moritz Carl Ludwig Riedel (Laage, Mecklemburgo, 18 de septiembre de 1846 - Jena, 12 de septiembre de 1916) fue un médico alemán especializado en cirugía. Estudió medicina en la Universidad de Rostock, licenciándose en 1872, se especializó bajo la tutela de eminentes cirujanos de la época, entre ellos Friedrich Sigmund Merkel (1845-1919), Franz König  (1832-1910), Bernhard von Langenbeck (1810-1887) y Heinrich Adolf von Bardeleben (1819-1895). En 1888 obtuvo el puesto de catedrático de cirugía de la Universidad de Jena. Es recordado principalmente por la descripción que realizó de una enfermedad inflamatoria del tiroides en la que este adquiere una consistencia muy dura al tacto, publicó un artículo en 1896 sobre el tema, presentando 2 casos. El trastorno se conoce en su honor como tiroiditis de Riedel o enfermedad de Riedel.  Fue uno de los pioneros en realizar cirugía temprana para tratar la apendicitis aguda y la colecistitis aguda. En el año 1888 realizó por primera vez la operación denominada coledocoduodenostomia, que consiste en practicar la unión entre el colédoco y el duodeno, sin embargo pese a todos sus esfuerzos, el paciente falleció por peritonitis biliar.